# クリーチャー・コマンドーズ
『クリーチャー・コマンドーズ』（Creature Commandos）は、DCコミックスの『クリーチャー・コマンドーズ』に基づくHBO Maxのアニメイテッド・テレビシリーズ。R指定作品。
DCスタジオが制作するDCユニバース（DCU）の1作目となる。ジェームズ・ガンが全7話の脚本を務める。2024年12月5日から配信が開始された。登場人物は他の実写作品にも登場が予定されている。2024年12月24日、4話が配信された時点でシーズン2の製作が決定した。

## 登場人物/キャスト

### タスクフォースM

#### メンバー
リック・フラッグSr.
声 - フランク・グリロ
リーダー。アマンダからは"大将"と呼ばれる。
ピースメイカーにより殺害されたリック・フラッグの父親。
ブライド
声 - インディラ・ヴァルマ
死体から作られた死体人間。巨体の囚人をも叩き潰すパワーを持つ。
Dr.フォスフォラス
声 - アラン・テュディック
放射線を放つ皮膚を持ち、発光するガイコツ人間。原作ではバットマンの敵。
ニナ・マザースキー
声 - ゾーイ・チャオ
スターシティ出身の賢く真面目な半魚人。陸上では呼吸できないため専用のマスクを被る。
G.I.ロボット
声 - ショーン・ガン
軍用兵器として利用されていたアンドロイド。
ウィーゼル
声 - ショーン・ガン
タスクフォースXの元メンバー。スターフィッシュ計画で生き残った数少ない人物。

#### 指揮官
アマンダ・ウォラー
声 - ヴィオラ・デイヴィス
タスクフォースXを指揮した戦略家。ミッション遂行のためには犠牲を疎わない。

### ポコリスタン
イラーナ・ロストヴィク
演 - マリア・バカローヴァ
ポコリスタンの王女。タスクフォースMは彼女の護衛のために、結成された。
アレキシ
演 - ジュリアン・コストフ
イラーナ王女を守る護衛のひとり。タスクフォースMとも行動を共にする。

### その他
エリック フランケンシュタイン
声 - デヴィッド・ハーバー
ブライドを執拗に追う大男。タスクフォースMのメンバーではないが、彼らに密接に関わっていく。
ジョン・エコノモス
声 - スティーヴ・エイジー
スーサイド・スクワッドのオペレーターであったベルレーブ刑務所の署長。クリストファー・スミス/ピースメーカーに課された任務であるバタフライ作戦のサポーターの一人としても活躍した。
Craic Brother
声 - ラス・ベイン
ベイジル・カルロ / クレイフェイス
声 - アラン・テュディック
キングシャーク
声 - ディードリック・ベイダー
最終話に登場。ブライドがリーダーを務める新クリーチャー・コマンドーズに所属する。
GBSニュースレポーター
声 - ジェイク・タッパー
ユージン・ハッツ
声 - 本人
ゲスト出演。

## エピソード

### シーズン1
| 通算話数 | シーズン話数 | 題名                                           | 監督               | 脚本             | 配信日         |
| -------- | ------------ | ---------------------------------------------- | ------------------ | ---------------- | -------------- |
| 1        | 1            | 胃がキリキリ The Collywobbles                  | マット・ピーターズ | ジェームズ・ガン | 2024年12月5日  |
| 2        | 2            | トルマリンのネックレス The Tourmaline Necklace | サム・リウ         | ジェームズ・ガン | 2024年12月5日  |
| 3        | 3            | ブリキ男に乾杯 Cheers to the Tin Man           | マット・ピーターズ | ジェームズ・ガン | 2024年12月12日 |
| 4        | 4            | リスを追う Chasing Squirrels                   | サム・リウ         | ジェームズ・ガン | 2024年12月19日 |
| 5        | 5            | 鉄の鍋 The Iron Pot                            | マット・ピーターズ | ジェームズ・ガン | 2024年12月26日 |
| 6        | 6            | 優しいホネさん Priyatel Skelet                 | サム・リウ         | ジェームズ・ガン | 2025年1月2日   |
| 7        | 7            | 愉快なモンスター A Very Funny Monster          | マット・ピーターズ | ジェームズ・ガン | 2025年1月9日   |

### シーズン2
| 通算話数 | シーズン話数 | 題名 | 監督 | 脚本             | 配信日 |
| -------- | ------------ | ---- | ---- | ---------------- | ------ |
| 8        | 1            | TBA  | TBA  | ジェームズ・ガン | TBA    |
| 9        | 2            | TBA  | TBA  | ジェームズ・ガン | TBA    |
| 10       | 3            | TBA  | TBA  | ジェームズ・ガン | TBA    |
| 11       | 4            | TBA  | TBA  | ジェームズ・ガン | TBA    |
| 12       | 5            | TBA  | TBA  | ジェームズ・ガン | TBA    |
| 13       | 6            | TBA  | TBA  | ジェームズ・ガン | TBA    |
| 14       | 7            | TBA  | TBA  | ジェームズ・ガン | TBA    |